# 裴之礼
裴之礼（裴之禮、はい しれい、生没年不詳）は、南朝梁の軍人・官僚。字は子義。本貫は河東郡聞喜県。

## 経歴
裴邃の子として生まれた。国子生から推挙されて、邵陵王左常侍・信威行参軍に任じられた。普通5年（524年）、邵陵王蕭綸が権摂南兗州となると、之礼は長流参軍に任じられた。しかし赴任しないうちに、宿衛として留まるよう命令を受け、直閤将軍に補任された。普通6年（525年）、父が死去すると、封を嗣いだ。普通7年（526年）、寿陽攻撃に従軍し、雲麾将軍の位を受け、散騎常侍に転じた。普通8年（527年）、夏侯夔の下で義陽道に出て、平静・穆陵・陰山の3関を攻撃した。また広陵城に対する攻撃に参加し、これを陥落させると、信武将軍・西豫州刺史に任じられ、軽車将軍の位を加えられた。黄門侍郎に任じられ、中軍宣城王司馬に転じた。
中大通5年（533年）、武帝が無遮会を設けたとき、舞象の一頭が暴走して武帝の護衛に向かって突進してきた。王侯たちは逃げ散ったが、之礼と臧盾のみが動かなかったので賞賛され、之礼は壮勇将軍・北徐州刺史に任じられた。召還されて太子左衛率となり、衛尉卿を兼ねた。少府卿に転じて、死去した。諡は壮といった。
子の裴政は、承聖年間に給事黄門侍郎に上り、江陵が陥落すると西魏に入った。

## 伝記資料
- 『梁書』巻28 列伝第22
- 『南史』巻58 列伝第48